# Romano della Maremma Laziale
Le Romano della Maremma Laziale (italien : Cavallo Romano della Maremma Laziale) est une race de chevaux italienne originaire du Latium, et plus précisément de la Maremme laziale. C'est un cheval robuste, rapide et plein de bonne volonté. Il est particulièrement adapté à l'équitation de travail et au gardiennage du bétail. La race est officiellement reconnue en Italie depuis 2010.

## Dénomination
Son nom en italien est Cavallo romano della Maremma Laziale, traduit en anglais par Roman horse of Latial Maremma.

## Histoire
Ses ancêtres seraient des chevaux étrusques et romains. 
En 2010, le Romano della Maremma Laziale est reconnu comme une race de chevaux italienne indépendante, propre à la région du Latium,. Son registre généalogique est créé cette même année. 

## Description

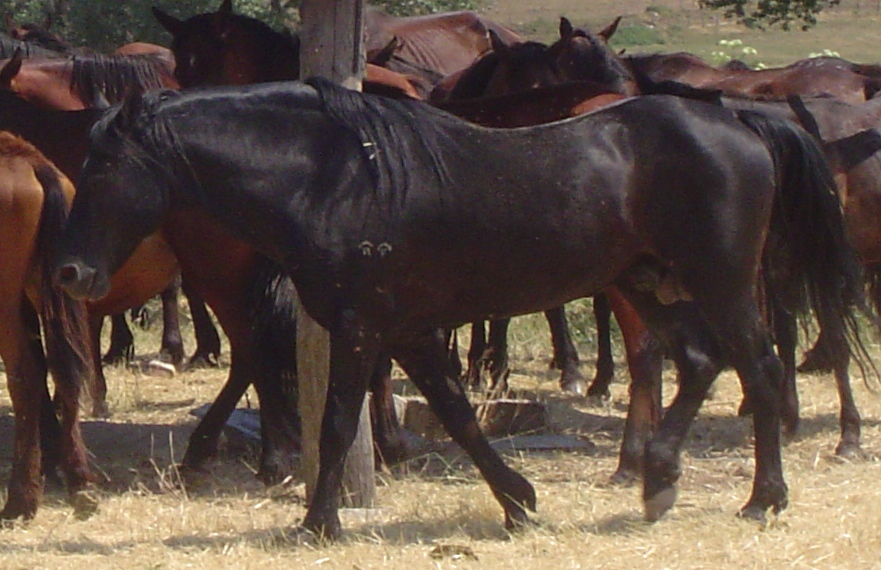
Cheval Romano della Maremma Laziale au modèle.

Il est très proche du Maremmien. D'après la base de données DAD-IS, la taille moyenne des femelles est de 1,56 m, et celle des mâles de 1,60 m.
La tête est longue. L'encolure, musclée, repose sur une base large. Le poitrail est large. Le dos est court et droit. La croupe est inclinée, et large. Ses membres solides sont terminés par des sabots de bonne taille. 
Crinière et queue sont épaisses et bien fournies. 
Sa robe est le plus souvent baie, dans toutes les nuances du clair au bai-brun. Plus rarement, il est noir ou gris.
Il est bien adapté à son biotope de marécages.

## Utilisations
Ce cheval sert pour le bât et l'équitation de travail. Il était traditionnellement monté par les éleveurs et gardiens italiens de moutons et de bovins. 
Il est désormais aussi élevé pour sa viande.

## Diffusion de l'élevage
C'est une race locale et indigène de l'Italie. Il est présent dans les provinces de Rome, Frosinone, Latina, Rieti et Viterbe. Cela correspond essentiellement à la Maremme latiale. 
En 2022, 496 Romano della Maremma Laziale sont recensés en Italie, ce qui en fait une race de chevaux en danger critique d'extinction selon DAD-IS.